# Hasselblad

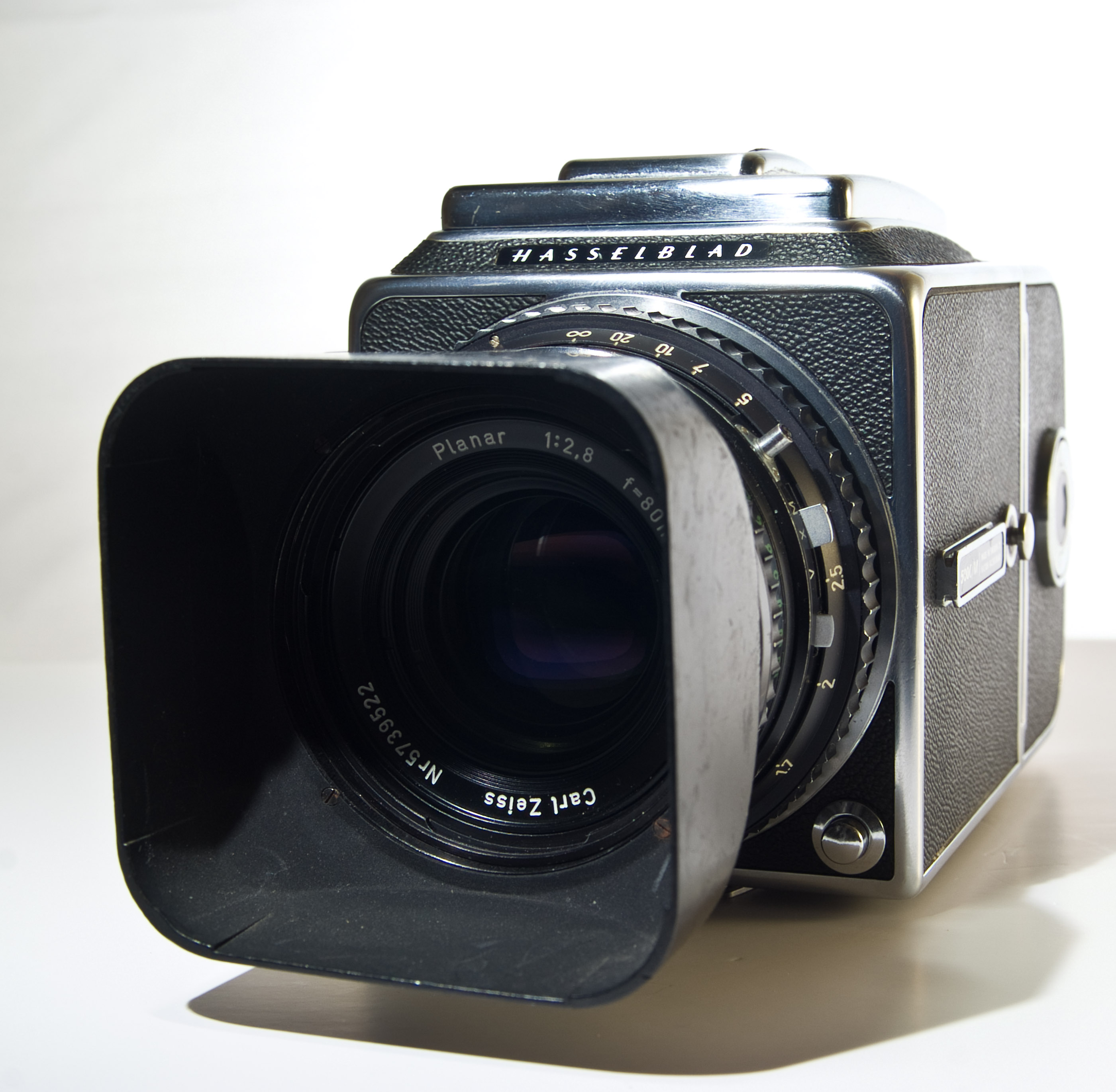
Die 500 C/M wurde von 1970 bis 1994 gebaut und wurde zum Inbegriff der Marke Hasselblad. Hier mit Standardobjektiv Carl Zeiss Planar 2,8/80 mm.

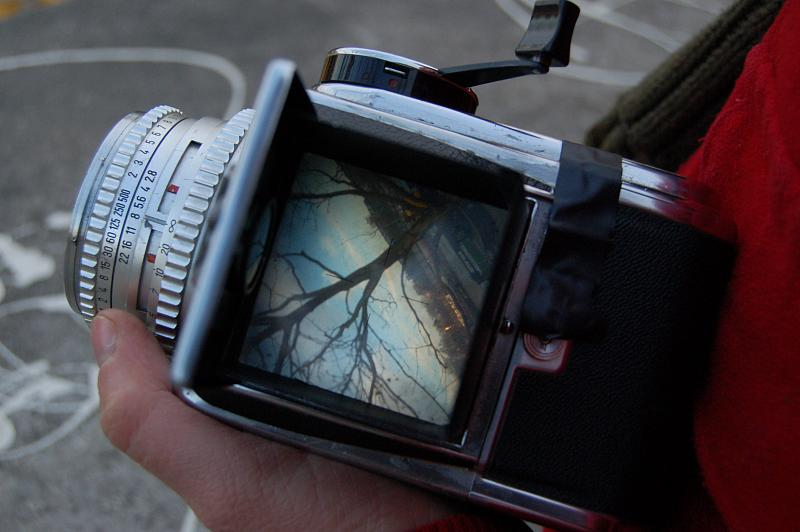
Einblick in den Lichtschachtsucher einer älteren Hasselblad 500

Hasselblad ist ein schwedischer Hersteller von Mittelformatkameras mit Sitz in Göteborg, welcher digitale Kameras in den Bildsensorformaten 53,4 mm × 40,0 mm und 43,8 mm × 32,9 mm herstellt. Hasselblad-Kameras für Analogfilm waren neben Rolleiflex bis zum Siegeszug der Digitalfotografie in den 2000er Jahren eine Art de-facto-Standard bei Mittelformatkameras, die wegen der weit höheren Bildauflösung als beim Kleinbildfilm vor allem in den Bereichen Modefotografie, Porträtfotografie, Kunst und Werbung genutzt werden. Im Bereich Digitalfotografie produziert das Unternehmen seit 2005 volldigitale Mittelformatkameras, die Modelle von 2021 bieten bis zu 400 Megapixel Auflösung. Zudem werden digitale Kamerarückwände zur Montage an analoge Modelle angeboten, die den Analogfilm durch einen Mittelformat-Digitalbildsensor ersetzen.
Viele weltbekannte Fotografen arbeiten oder arbeiteten mit den Kameras des Herstellers, darunter Ansel Adams, Andreas Gursky, Robert Mapplethorpe und Karl Lagerfeld. Die Fotos der US-Astronauten des Apollo-Programms auf dem Mond wurden mit Hasselblad-Kameras gemacht, ebenso wie zahlreiche berühmte Plattencover, etwa Abbey Road von den Beatles. Hasselblad hat die Mittelformatfotografie zwar nicht erfunden, wird jedoch aufgrund der hohen Akzeptanz häufig synonym verwendet. Zum großen Ansehen der Hasselblad-Kameras aufgrund ihrer hohen Zuverlässigkeit haben auch insbesondere die leistungsfähigen Objektive von Carl Zeiss beigetragen. Aufgrund des hohen konstruktiven Aufwands bei der Herstellung ist ein Hasselblad-System sehr teuer in der Anschaffung, dafür aber auch vergleichsweise wertbeständig.
Ab den 2000er Jahren wechselte das ehemalige Familienunternehmen mehrfach den Eigentümer. Hasselblad gehört seit 2017 mehrheitlich dem chinesischen Unternehmen Da-Jiang Innovations Science and Technology Co., Ltd (kurz DJI).

## Geschichte
1841 gründete Fritz Wiktor Hasselblad das Handelsunternehmen F. W. Hasselblad & Co. in Göteborg (Schweden). Sein Sohn Arvid Viktor Hasselblad interessierte sich für Fotografie und gründete die Fotografie-Sparte des Unternehmens, aus seiner Bekanntschaft mit George Eastman entwickelte sich eine geschäftliche Partnerschaft: 1888 wurde Hasselblad Generalimporteur und -vertreter von Kodak-Produkten in Schweden.
Victor Hasselblad (Urenkel von Fritz Wiktor Hasselblad) gründete dann 1941 die Hasselblad AB mit Sitz in Göteborg, die erstmals Fotoapparate selber entwickelte und herstellte. Die Marke Hasselblad wurde im Laufe der Jahre zum Inbegriff der 6×6-Mittelformatkameras und der entsprechenden Scanner. 2003 erwarb die in Hongkong angesiedelte Unternehmensgruppe Shriro Group das Unternehmen. Ein Jahr später kaufte der neue Inhaber auch den dänischen Scanner- und Digitalrückteilhersteller Imacon. Am 30. Juni 2011 wurde die Hasselblad Group von Ventizz Capital Fund IV, LP – einem Private-Equity-Investor gekauft. Anfang 2017 wurde Hasselblad von dem chinesischen Technologieunternehmen DJI mehrheitlich übernommen.
Während die klassischen 6×6-Kameras der V-Serie mit Objektiven von Carl Zeiss bestückt werden, wählte man bei der digitalen H-Serie die Kooperation mit dem japanischen Unternehmen Fujifilm. Seit 2022 bietet der Smartphone-Hersteller OnePlus die zweite Generation von Geräten in Kooperation mit Hasselblad an; damit können unter anderem Fotos im 12-Bit-Raw-Format aufgenommen werden.

## Kameramodelle

Überblick über die Modellentwicklung ab 1948

Die erste Hasselblad-Kamera war die Svenska Express. Sie wurde in den Jahren 1893 bis 1913 produziert und von F.W. Hasselblad & Co vertrieben.

### V-Serie
Victor Hasselblad entwickelte seit den 1940er-Jahren vor allem Mittelformatkameras mit dem quadratischen 6×6-Format (tatsächlich 56 × 56 mm).
Bei den Kameramodellen der V-Serie werden die 200-/2000-Serie mit eingebautem schnellen Schlitzverschluss und die bekanntere 500-Serie mit Zentralverschluss im Objektiv unterschieden. Die Objektive der 500er-Serie lassen sich auch an der 2000er und der sie ablösenden 200er-Serie verwenden, aber nicht umgekehrt.
Der Name „V-Serie“ wurde erst eingeführt, als man 2002 bei Einführung der H-Serie eine Bezeichnung zur Unterscheidung brauchte. Die V-Serie zeichnet sich durch hohe Kompatibilität über Jahrzehnte, großes System, Verwendung der deutschen Zeiss-Objektive, hohe Wertbeständigkeit und besondere Zuverlässigkeit aus. Das Design der 1950er-Jahre blieb dabei nahezu unverändert und gilt als zeitlos.
Am 29. April 2013 teilte das Unternehmen mit, die Produktion der 503 CW  – der letzten V-System-Kamera im Sortiment – eingestellt zu haben und dass damit die über ein halbes Jahrhundert währende Entwicklung der traditionsreichen Kameraserie beendet sei. Als Grund dafür wurde ein erheblicher Rückgang bei der Nachfrage für diese Kamera in den letzten fünf Jahren angegeben. Das Unternehmen wollte sich in Zukunft auf die Weiterentwicklung des modernen H-Systems konzentrieren, aber weiterhin Zubehör für das V-System liefern, solange der Vorrat reicht. Auch der Support für das V-System sollte weiter über die bekannten Kanäle zur Verfügung stehen. Im Mai 2023 wurde das H-System wieder eingestellt, wogegen das V-System Stand März 2024 fortgeführt wird, dieses besteht aus der Objektivplatte 907X, von Hasselblad als Kameragehäuse bezeichnet und den Digitalrückwänden CFV II 50C und CFV 100C, diese sind auch mit den analogen Kameras der V-Serie kompatibel, alle drei Komponenten wirken deutlich klassischer als die H-Serie.

#### 1600 F und 1000 F

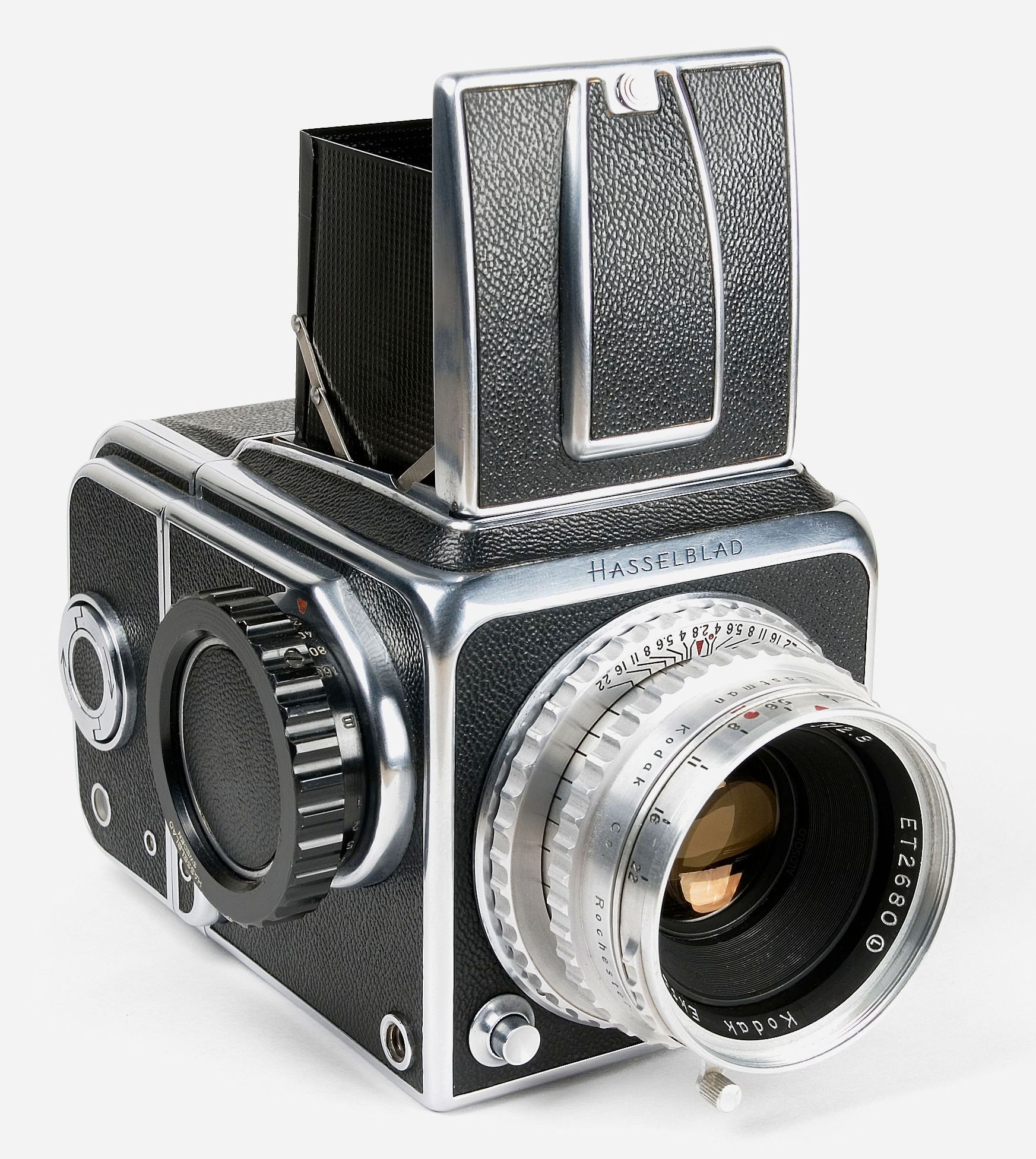
Die Hasselblad 1600 F mit aufgeklapptem Lichtschachtsucher

Am 6. Oktober 1948 präsentierte Victor Hasselblad in New York der Weltöffentlichkeit seine erste Kamera für den Privatgebrauch: die Hasselblad 1600 F. Sie war vom Industriedesigner Sixten Sason entworfen worden, der auch für Saab arbeitete. Diese Kamera war für ihre Zeit revolutionär mit ihrem modularen Design, das den Austausch von Objektiven, Suchern und Filmmagazinen erlaubt. Es war weltweit die erste einäugige Spiegelreflexkamera im Mittelformat (6 cm × 6 cm) mit auswechselbarem Objektiv und Magazin. Als Verschluss diente ein Schlitzverschluss aus sehr dünner Stahlfolie mit einer kürzesten Verschlusszeit von 1/1600 s. Besonders die erste Serie der 1600 F war technisch noch nicht ausgereift, so dass im Lauf der Produktion eine Reihe von Detailverbesserungen an der Verschlusskonstruktion vorgenommen wurde. Abgelöst wurde die 1600 F von der 1000 F (1952–1957), die zwar „nur“ noch eine kürzeste Verschlusszeit von 1/1000 s aufwies, dafür aber zuverlässiger und robuster war.
Zu Anfang wurden von Hasselblad die Objektive 2,8/80 mm Ektar und 3,5/135 mm Ektar von Kodak angeboten. Später wechselte man zu Carl Zeiss Oberkochen mit den Objektiven Distagon 5,6/60 mm, Tessar 2,8/80 mm, Sonnar 3,5/135 mm, Sonnar 4,0/250 mm und Sonnar 5,6/250 mm. Außerdem war gegen Ende der Produktion der 1000 F auch ein 5,6/508-mm-Objektiv von Dallmeyer erhältlich, das aber nicht das volle Format ausleuchtete.

#### 500er
Das ursprüngliche Design der 1600 F bzw. 1000 F ist auch in den späteren Hasselblad-Kameras der V-Serie erhalten geblieben. Allerdings ging man im Jahr 1957 mit der Einführung der Hasselblad 500 C neue Wege, indem man den Schlitzverschluss durch einen Zentralverschluss, der in jedem Objektiv untergebracht ist, ersetzte. Dieser hat als kürzeste Verschlusszeit nur noch 1/500 s zu bieten, dafür funktioniert die Blitzsynchronisation mit allen Verschlusszeiten.
Diese Umstellung führte dazu, dass eine neue Objektivserie (C-Serie, später CF-Serie) mit entsprechenden Übertragungselementen im Objektivbajonett aufgelegt werden musste. Daher lassen sich die Objektive nicht zwischen den Kameras 1600 F/1000 F und der 500 C (und allen nachfolgenden Modellen) wechseln. Die Sucher und Magazine blieben (mit wenigen Ausnahmen) aber kompatibel.
Die 500er-Modelle wurden technisch durch die 503er abgelöst, und die 501er sind etwas modifizierte Versionen des mechanischen Klassikers. Parallel dazu wurde mit der 500 EL und ihren Nachfolgerinnen eine Motorkamera angeboten.

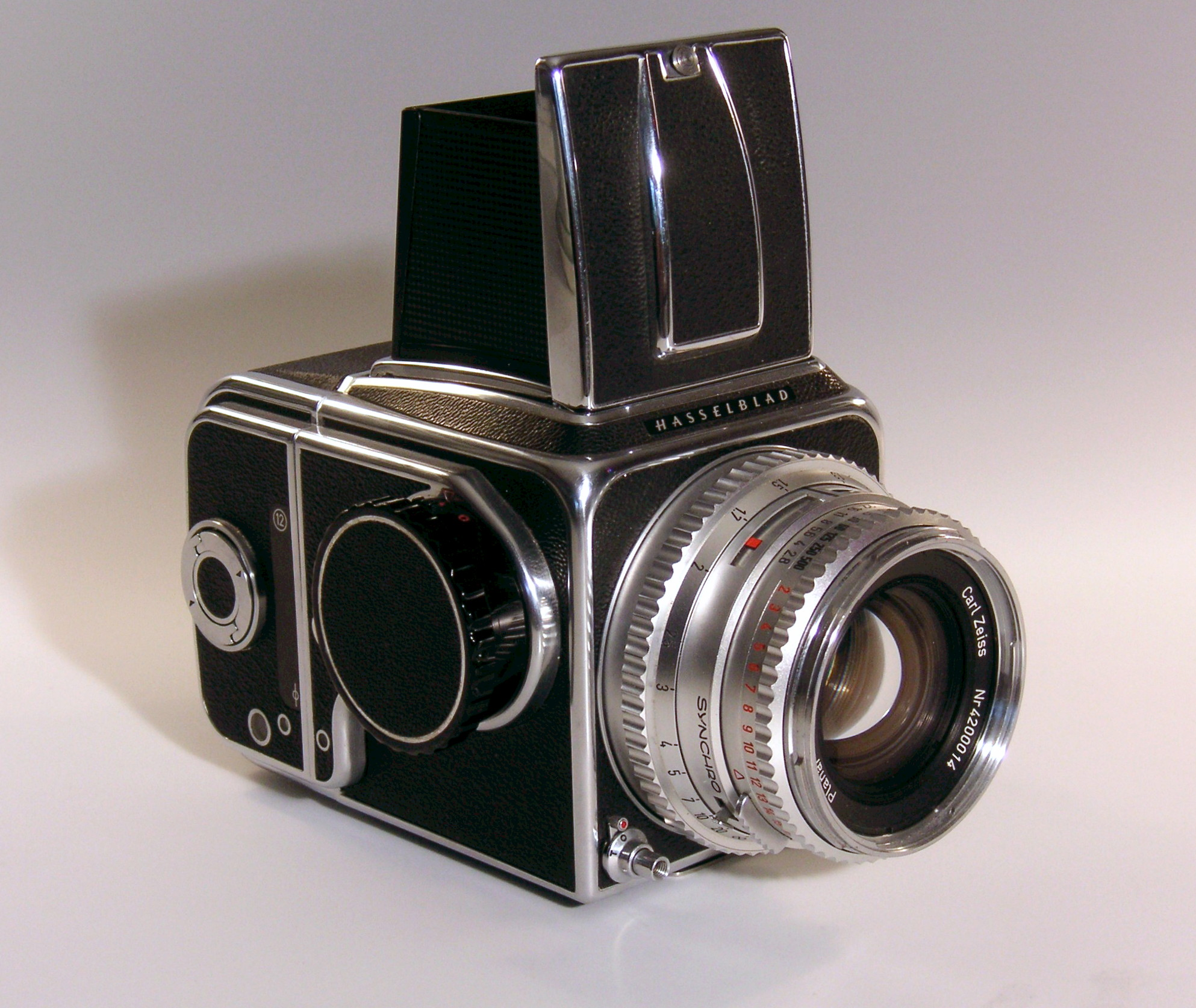
Die Hasselblad 500C

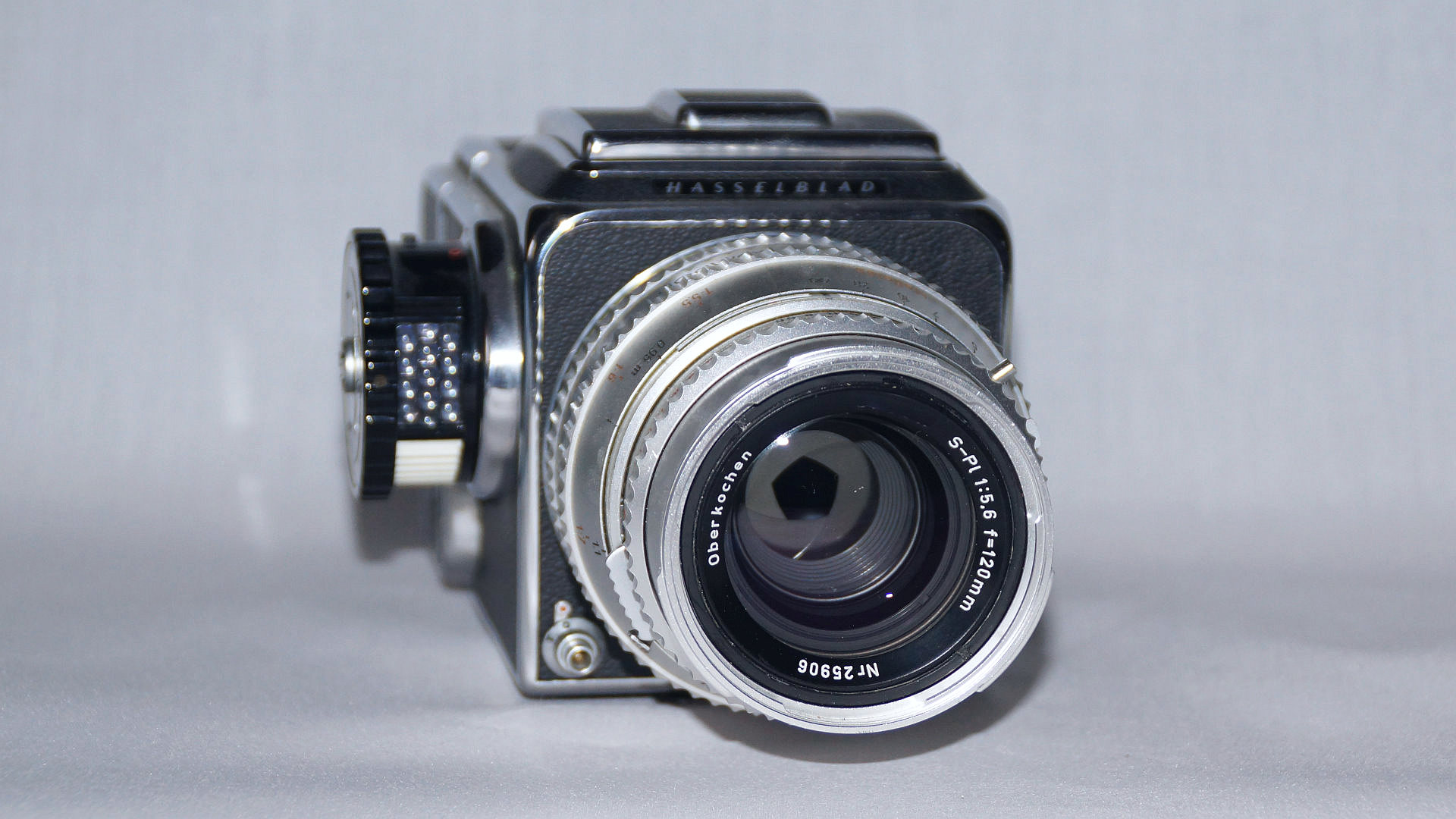
Hasselblad 500 C mit angesetztem Belichtungsmesser und seltenerem Zeiss Opton S-Planar 1:5.6/120mm

##### Klassische 500 und 501
Insbesondere das vollmechanische Modell 500 C und die über 20 Jahre lang gebaute Nachfolgerin 500 C/M (1970–1992, mit wechselbarer Mattscheibe, im Set von 1990 bis 1992 auch als 500 Classic bezeichnet) sind ein Inbegriff für die Marke Hasselblad geworden. Alle weiteren Modelle dieser Kamerareihe sind nur geringfügig modifizierte Varianten bzw. behutsame Modernisierungen des Grundkonzeptes.
In chronologischer Reihe wurden folgende Modelle gebaut:
- 1957–1970: 500 C
- 1970–1994: 500C/M – die Mattscheibe kann nun vom Benutzer selbst gewechselt werden (einige Modelle hiervon wurden noch mit „500 C“ beschriftet)
  - 1990–1992: 500 Classic – Version der 500 C/M im Set mit 80er-Normalobjektiv und A12-Magazin
- 1994–1997: 501 C – nur als Set mit 80er C-Planar erhältlich; schwarzes Gehäuse, Acute-Matte-D-Mattscheibe (helleres Sucherbild)
- 1997–2005: 501 CM – Gliding Mirror System (größerer Schwingspiegel, somit fortan ohne Vignettierung des Sucherbilds bei Brennweiten größer als 150 mm), als Set oder Gehäuse (hell- oder schwarz-verchromt) erhältlich gewesen

##### 503 mit TTL-Blitzmessung

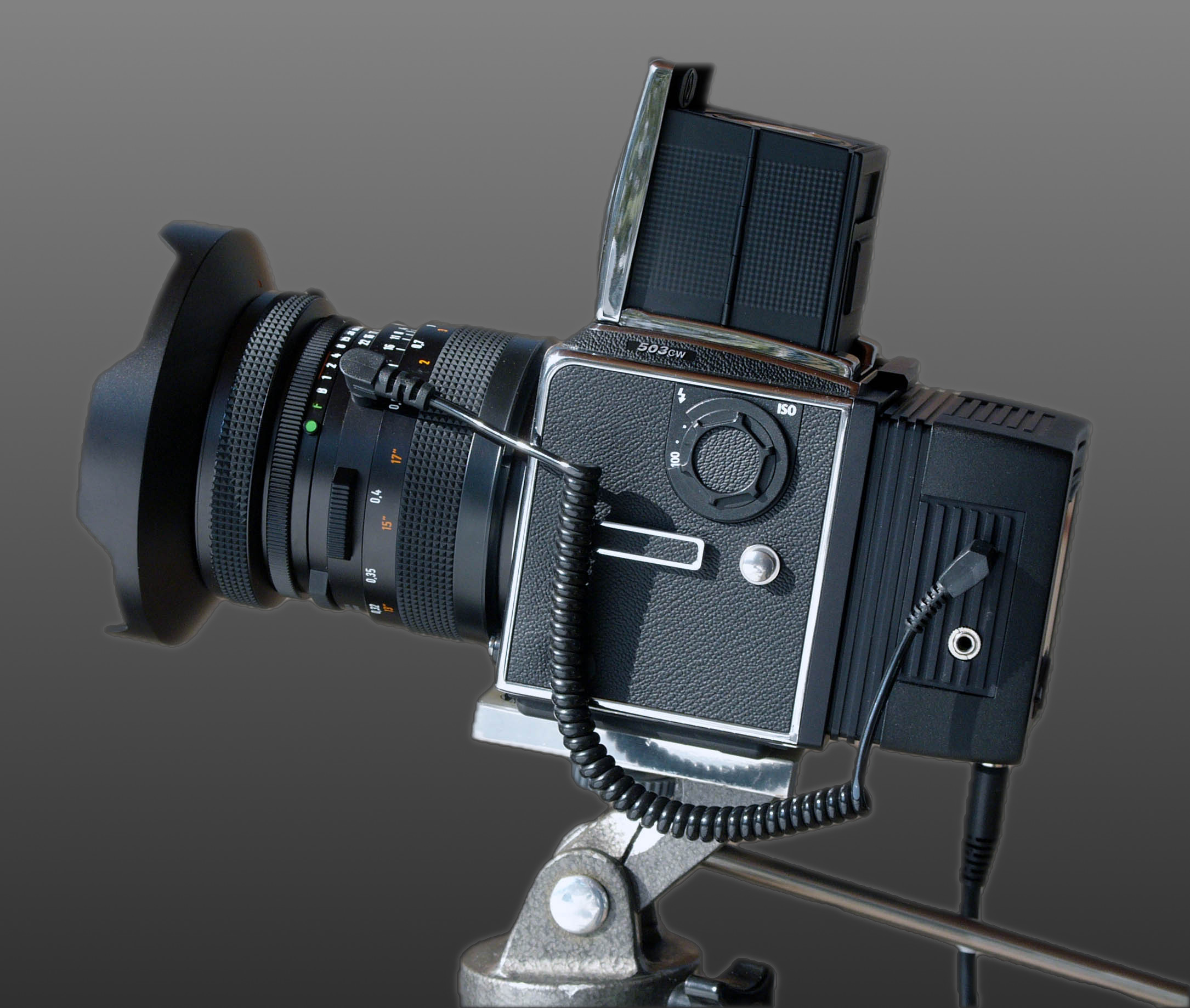
Hasselblad 503 CW mit Zeiss Distagon 3,5/30 und Ixpress V96C

1988 kam mit der 503 CX ein Modell auf den Markt, das auf der 500 C/M beruhte und TTL-Blitzbelichtungsmessung erlaubte. Die Nachfolgerin 503 CW wurde als einziges Modell der V-Serie bis 2013 gebaut. Mit der Einstellung der Produktion dieses Modells beendete das Unternehmen die Entwicklung der V-Serie.
- 1988–1994: 503 CX
- 1994–1996: 503 CXi – Winder-Anschluss
- 1996–2013: 503 CW – zusätzlich zur 503 CXi Gliding Mirror System. Ab 2001 zusätzlich in vier verschiedenen Gehäusefarben (gelb, rot, grün, blau) erhältlich
- 2006: 503 CWD – Spezielles auf eine 500er-Auflage limitiertes Set zum 100. Geburtstag von Victor Hasselblad. 503 CW mit CFV-Digitalrückteil (16,6 MP, 36,7 mm × 36,7 mm, Crop 1,5, 12 Blendenstufen Dynamikumfang, ISO 50–400), 2,8/80-mm-CFi-Objektiv, silberner Kurbel und Mattscheibe mit eingeätzten Sensorgrenzen.

##### EL mit Motor

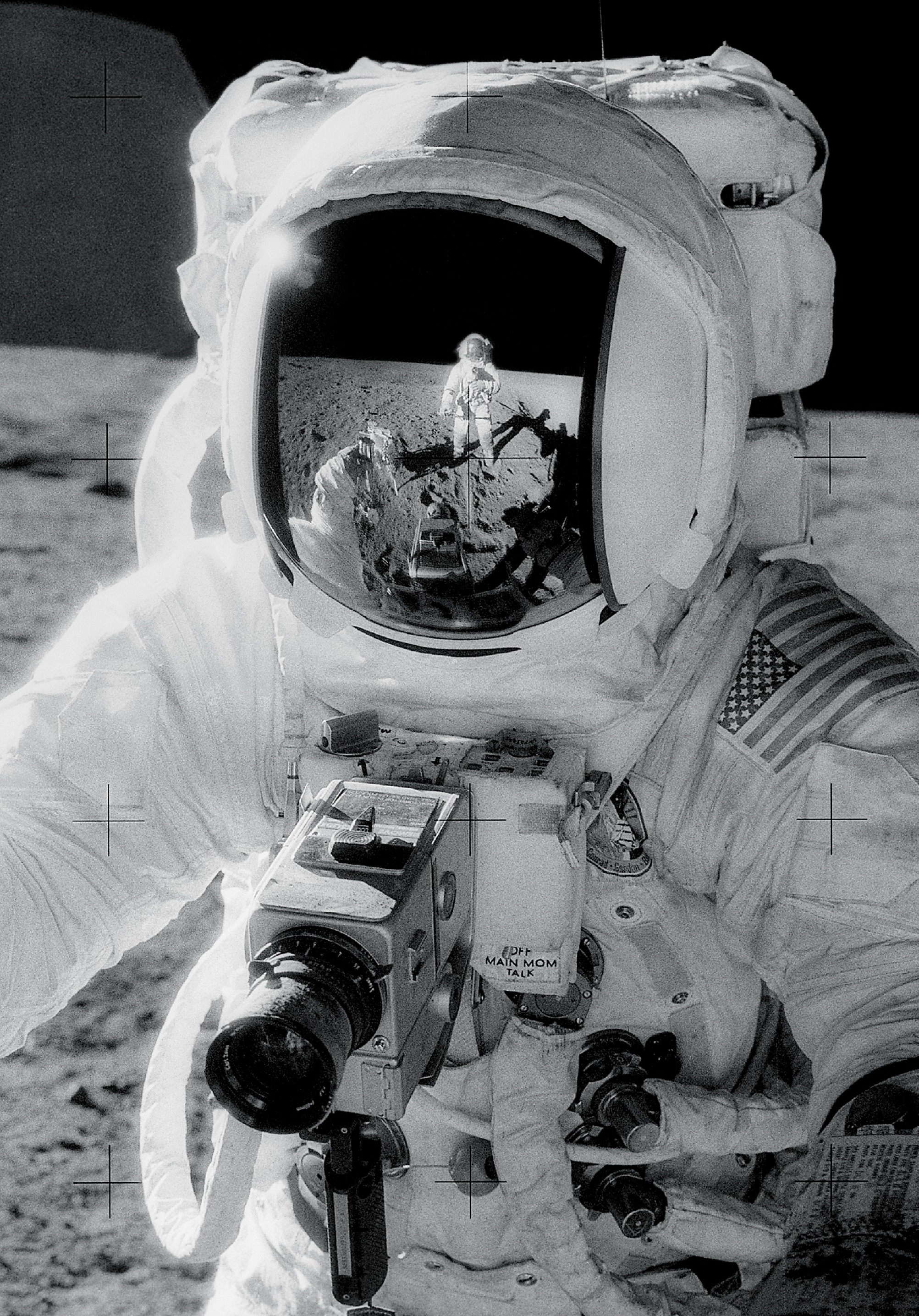
Die US-Astronauten, hier Alan Bean (Apollo 12) im November 1969, verwendeten auf den Apollo-Mondmissionen Hasselblad-Kameras mit motorischem Filmtransport. Die Kameras wurden aus Gewichtsgründen nach Herausnehmen der Filme auf dem Mond zurückgelassen.

Im Jahr 1964 brachte Hasselblad die motorisierte Hasselblad 500 EL auf den Markt, die bis auf den mit NiCd-Akkus gespeisten motorischen Antrieb in Aussehen und Funktionalität der Hasselblad 500 C ähnelt. Diese Kamera und die direkt abgeleiteten Nachfolger wurden und werden vor allem als unermüdliche Arbeitstiere in Fotostudios eingesetzt. Es war eine 500 EL, die den Menschen auf den Mond begleitete.
Folgende Modelle lösten einander ab:
- 1964–1970: 500 EL
- 1970–1984: 500 EL/M – Mattscheibe kann selber gewechselt werden
- 1984–1988: 500 ELX – TTL-Blitz-System, größerer Spiegel (Gliding Mirror System)
- 1988–1999: 553 ELX – Mignonzellen anstelle der proprietären Akkus. Neue Beschichtung im Inneren des Gehäuses für weniger Streulicht
- 1998–2006: 555 ELD – Kontakte für Digital-Magazine, optionaler IR-Empfänger zur drahtlosen Fernsteuerung

#### 200er und 2000er
Mit der 2000 FC kam 1977 wieder eine Hasselblad mit Schlitzverschluss auf den Markt. Für die 2000er und später 200er gab es mit den F-Objektiven eine eigene Serie ohne Zentralverschluss und dafür höherer Lichtstärke.
- 1977–1982: 2000 FC – Kürzeste Verschlusszeit: 1/2000 Sekunde
- 1982–1984: 2000 FC/M – Besserer Schutz für den Verschluss bei abgenommenem Magazin
- 1984–1988: 2000 FCW – zusätzlicher Winder-Anschluss
- 1988–1991: 2003 FCW – Neue Beschichtung im Inneren des Gehäuses für weniger Streulicht
- 1991–1994: 205 TCC – TTL-OTF-Blitz-System, eingebaute Spot-Messung, Film-Magazine mit elektronischer Kupplung zur Kamera
- 1994–1998: 201 F – TTL-OTF-Blitz-System aber ohne Belichtungsmessung
- 1994–2004: 203 FE – Eingebaute Belichtungsautomatik
  - 1998–2002: 202 FA – Wie 203FE, kürzeste Belichtungszeit 1/1000 s, kein Bracketing, nicht kompatibel mit C- und CB-Objektiven
- 1995–2004: 205 FCC – Elektronik gegenüber der 205TCC verbessert

#### „Superwide“
Das erste Modell der Superwide wurde 1954 auf der Photokina präsentiert, also noch vor der 500 C. Ihr ursprünglicher Name war Supreme Wide Angle („höchster Weitwinkel“, „Super-Weitwinkel“). Sie hat ein fest eingebautes Carl Zeiss Biogon 4,5/38-mm-Weitwinkelobjektiv und ist prädestiniert für Architektur, Landschaft und Reportage.
Konstruktionsbedingt ist bei diesem Objektiv die Schnittweite (Abstand der letzten Linse vom Film) geringer, weshalb die Kamera keine Spiegelreflex, sondern eine Sucherkamera ist. Die Filmmagazine der V-Serie passen wie gewohnt. Die Entfernungsmessung kann nur durch Schätzen oder das Anbringen eines speziellen Mattscheibenadapters erfolgen. Da das Biogon auch im Nahbereich besonders verzeichnungsfrei ist, eignet sich die Superwide für Reprofotografie.
Folgende Modelle lösten einander ab:
- 1954–1958: SWA
- 1959–1979: SWC – Zuerst mit silberfarbenem Objektiv, ab 1969 schwarzes Objektiv, ab 1973 mit T*-Mehrschichtvergütung.
- 1980–1988: SWC/M – Polaroid-Magazin kann angeschlossen werden. Ab 1982 mit CF-Objektiv. Ab 1985 ist die Libelle in den Sucher integriert.
- 1988–2001: 903 SWC – Neue Beschichtung im Inneren des Gehäuses für weniger Streulicht.
- 2001–2006: 905 SWC – Neu gerechnetes Objektiv in CFi-Ausführung.

Die Superwide wird nicht mehr hergestellt. Stattdessen gibt es seit 2007 ein 28-mm-Superweitwinkelobjektiv für die H-Serie.

#### „Flexbody“ und „Arcbody“
Der Flexbody wurde 1995 vorgestellt. Sie ist eine kompakte Fachkamera, an die sich vorne Hasselblad-Objektive und hinten die entsprechenden Magazine anschließen lassen. Der 1997 vorgestellte Arcbody hat größere Verstellwege, ist deswegen aber auch auf spezielle Rodenstock-Objektive angewiesen, die einen größeren Bildkreis auszeichnen. Beide Modelle können mit digitalen Rückteilen betrieben werden.

### H-Serie
2002 kam mit der H1 das erste Modell der H-Serie (4,5 × 6) auf den Markt. Die Spiegelreflexkameras dieser Serie sind vollautomatisch mit Autofokus, Motor, Belichtungsautomatik und optimal für die damaligen digitalen Rückteile geeignet (Sensorgröße bis zu 36,7 mm × 49 mm). Viele Zubehörteile/Objektive sind zueinander kompatibel und können mit unterschiedlichen Kameragehäusen verwendet werden. Mit der Einführung der H-Serie endete auch die Kooperation mit Carl Zeiss; die neuen Objektive werden nun von Fujifilm hergestellt.
Während die H1-Modelle und H2-Modelle (ohne „D“ im Namen) sowohl mit Film-Rückteilen als auch mit digitalen Rückteilen betrieben werden können, sind die H2D-, H3D- und H4D-Modelle reine Digitalkameras.
(Mehr zu den digitalen Modellen steht im Abschnitt Digitale Fotografie, nach der nächsten großen Tabelle und einem weiteren Abschnitt.)
Im Mai 2023 wurde das H-System wieder eingestellt.
| Modellname                     | Brennweite | Ausgangsblende | Anmerkung                                    |
| ------------------------------ | ---------- | -------------- | -------------------------------------------- |
| HCD 4,8/24                     | 24 mm      | f/4.8          | Superweitwinkel                              |
| HCD 4,0/28                     | 28 mm      | f/4            | Superweitwinkel                              |
| HC 3,5/35                      | 35 mm      | f/3.5          | Weitwinkel                                   |
| HCD 4,0-5,6/35-90              | 35-90 mm   | f/4.0          | Weitwinkelzoom                               |
| HC 3,5/50                      | 50 mm      | f/3.5          | Weitwinkel                                   |
| HC 3,5/50 II                   | 50 mm      | f/3.5          | Weitwinkel                                   |
| HC 2,8/80                      | 80 mm      | f/2.8          | Standard                                     |
| HC 3,5/50-110                  | 50-110 mm  | f/3.5–4.5      | Standardzoom                                 |
| HC 2,2/100                     | 100 mm     | f/2.2          | Porträtobjektiv                              |
| HC Macro 4/120                 | 120 mm     | f/4            | Makro                                        |
| HC Macro 4/120 II              | 120 mm     | f/4            | Makro                                        |
| HC 3,2/150                     | 150 mm     | f/3.2          | Tele                                         |
| HC 4/210                       | 210 mm     | f/4            | Tele                                         |
| HC 4,5/300                     | 300 mm     | f/4.5          | Tele mit Objektivschelle                     |
| CONVERTER H 1,7X               | –          | –              | Telekonverter 1,7×                           |
| HTS 1,5 tilt and shift adapter | –          | –              | Tilt+Shift + Telekonverter 1,5×              |
| CF Lens Adapter                | –          | –              | für Carl Zeiss C-Type Objektive an H-Kameras |
| Macro Converter H 13 mm        | –          | –              | Zwischenring 13mm                            |
| Macro Converter H 26 mm        | –          | –              | Zwischenring 26mm                            |
| Macro Converter H 52 mm        | –          | –              | Zwischenring 52mm                            |

### X-Pan
Zwischenzeitlich bot Hasselblad auch Kleinbild- und Panoramakameras an (XPan I von 1998 und XPan II von 2002 in Kooperation mit Fujifilm und Horseman). Die Produktion wurde mit der Begründung des Inkrafttretens der neuen EU Elektronikschrott-Richtlinien eingestellt, da eine Umstellung der Produktion keine Rentabilität mehr für diesen Kamera-Typ verspreche. Die Hasselblad XPan Kamera produziert Panorama-Negative mit einem Format von 65 mm × 24 mm Größe, kann aber auch durch einen manuellen Schalter in der klassischen Kleinbild-Größe 36 mm × 24 mm verwendet werden. Hasselblad-Objektive für diesen Kamera-Typ existieren in Festbrennweiten von 30 mm, 45 mm und 90 mm. Dies entspricht je dem „klassischen“ Objektiv von 17 mm, 25 mm oder 50 mm. Diese Kamera wurde von der Photowelt aufgrund ihrer hervorragenden Eigenschaften mit dem EISA Award 1999–2000 ausgezeichnet und zur Europäischen Profi-Kamera des Jahres gewählt.

## Digitale Fotografie

### Digitale Kamerarückwände
Im Bereich der digitalen Fotografie bot Hasselblad digitale Kamerarückwände an, die an die analogen Modelle montiert werden können. So werden aus analogen Modellen vollwertige Mittelformat-Digitalkameras. Für die Verwendung an Modellen der 500er-Serie ist nur bei langen Verschlusszeiten ein Synchronisationskabel notwendig. Bei den motorisierten Kameras der EL-Serie (und der 503 CW) wird wegen des Motors ein spezielles Auslösekabel angeschlossen. Die Modelle 2000 FC, FC/M, FCW und 2003 FCW sind ausschließlich mit C- und CF-Objektiven verwendbar, die über einen Zentralverschluss verfügen, wobei hier die Synchronisation des digitalen Rückteils über den Blitzkontakt am Objektiv mittels Kabel hergestellt wird. Die Modelle der 200er Serie (außer 201) können im F-Modus (mit Kameraverschluss) uneingeschränkt verwendet werden, wenn sie vorher in einer Hasselblad-Werkstatt entsprechend modifiziert wurden (Austausch einer Platine). Im C-Modus (Zentralverschluss) muss auch hier das Synchronisationskabel angeschlossen werden. Modifizierte Kameras sind nur noch eingeschränkt mit den analogen E- und TCC-Magazinen verwendbar.

### H-Serie, digital

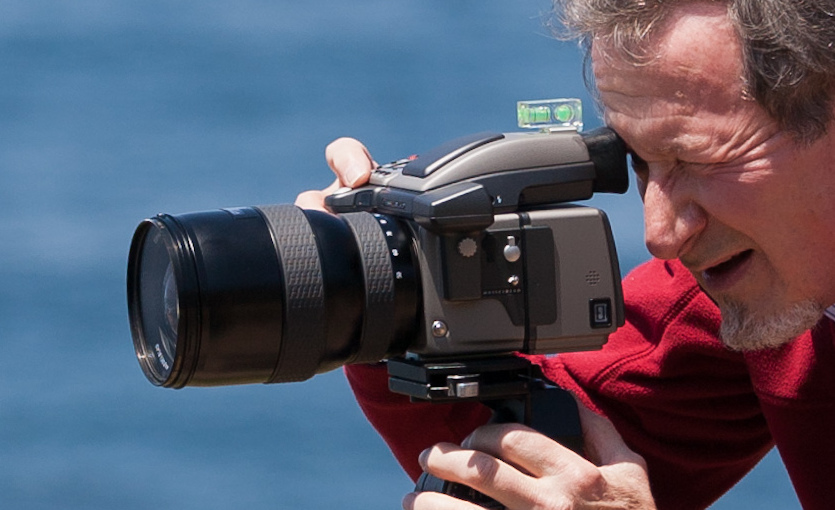
Die volldigitale Hasselblad H4D-40 im Einsatz (2011). Der Fotograf ist Douglas Osheroff, Nobelpreisträger für Physik 1996.

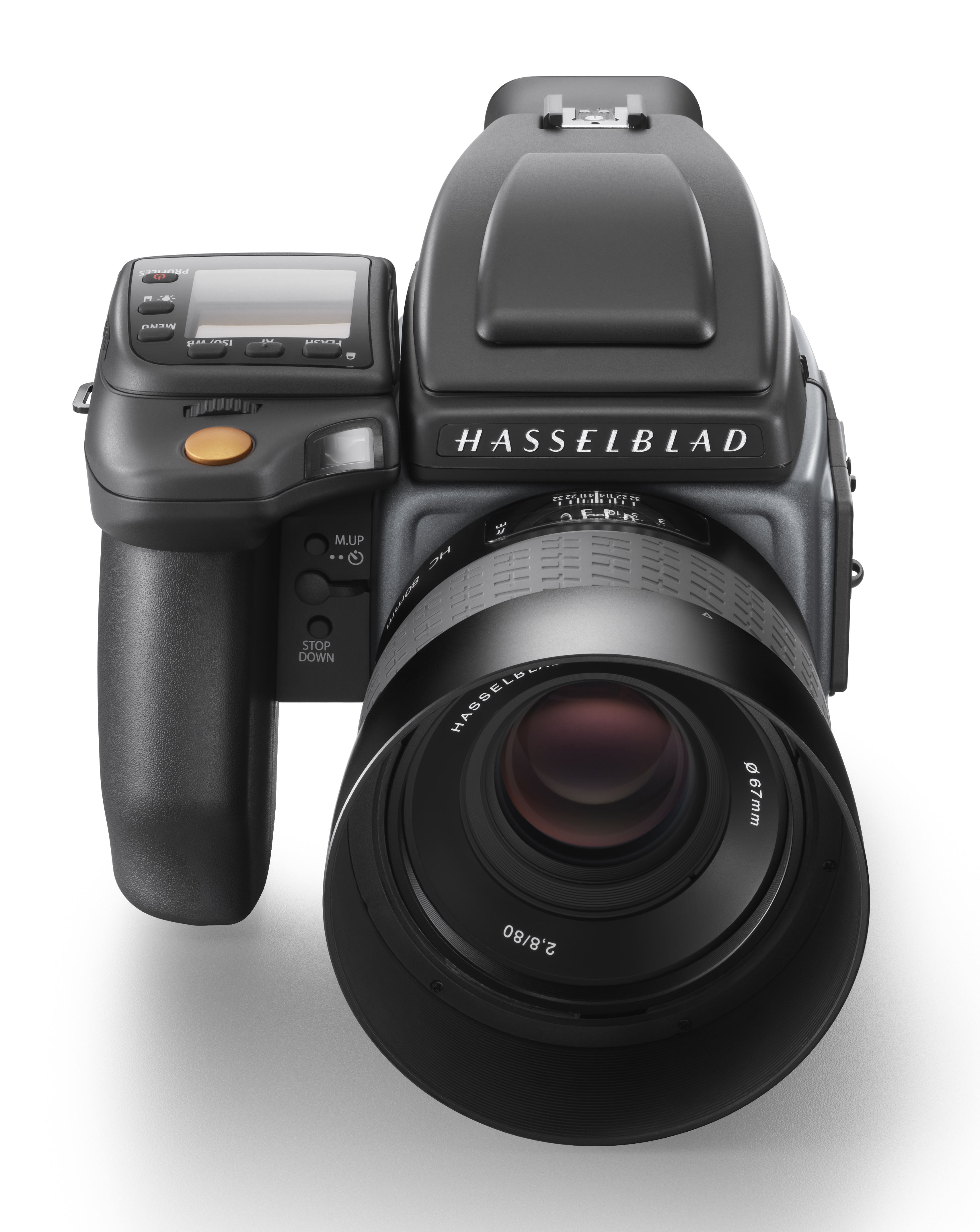
Hasselblad H6D-100c mit 100-Megapixel-Sensor, 2016.

2005 brachte Hasselblad mit der H2D eine rein digitale Spiegelreflexkamera mit 22 Megapixeln auf den Markt.
2006 folgte das 39-Megapixel-Nachfolgemodell H2D-39.
2007 folgte die 10 Prozent schnellere 31-Megapixel-Version (0,55 fps statt 0,5 fps).
Dann kam die H3D II. Sie wurde zunächst für 39 Megapixel herausgebracht, 2008 für 50 Megapixel (Sensorfläche 48 mm × 36 mm) und sollte nach der Ankündigung auf der Messe Photokina im Jahre 2009 als 60-Megapixel-Version erscheinen. Zudem ist eine Multishot-Version verfügbar.
Später kamen mit der H4D-50 und H4D-60 Kameras mit 50- und 60-Megapixel-Sensor auf dem Markt. Diese Kameras haben eine neuartige Fokustechnik, die als True Focus mit Absolute Position Lock beworben wurde.
2017 kamen die die H6D-50c und die H6D-100c mit 50- bzw. 100-Megapixel-Sensoren heraus.

### X-Serie

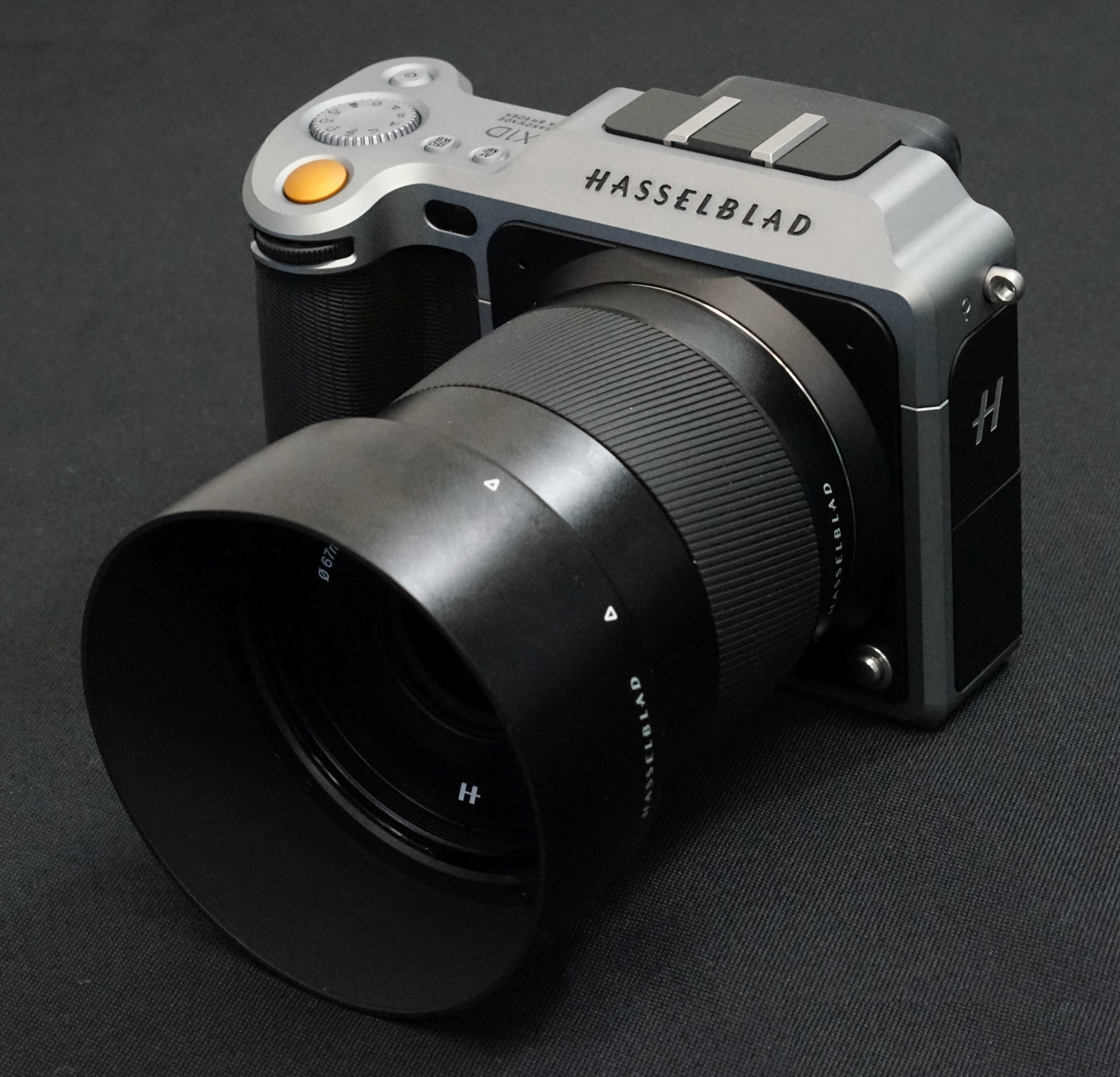
Hasselblad X1D mit 50-Megapixel-CMOS-Sensor während der Vorstellungstour im August 2016

2016 kam mit der X1D 50c das erste Modell der X-Serie auf den Markt. Die Kameras dieser Serie sind spiegellose Systemkameras mit elektronischem Sucher und kompaktem Aufbau. Der 50-Megapixel-CMOS-Sensor der Größe 43,8 × 32,9 mm stammt von Sony und wurde auch in den H5D-50c- und H6D-50c-Spiegelreflexmodellen der H-Serie verwendet. Auch diese Kamera ist vollautomatisch mit Autofokus, Motor, Belichtungsautomatik und neuen Objektiven mit einem Zentralverschluss, der bis zu 1/2000 s Belichtungszeiten erlaubt.
Ein Sondermodell in schwarzer Lackierung erschien anlässlich des 75-jährigen Firmenjubiläums.
Mitte 2019 wurden beide Modelle durch die Nachfolgerin X1D II 50C mit demselben Sensor, jedoch Detailverbesserungen und schnellerer Elektronik ersetzt.
Im September 2022 wurde die X2D 100c mit 100 Megapixelsensor in gleicher Größe wie der 50 Megapixelsensor eingeführt, mit Detailverbesserungen, einem kamerainternen Bildstabilisator, einer SSD mit 1 TB Kapazität und einem Steckplatz für CFexpress-Speicherkarten.
2024-09-19 erschien mit der Earth Explorer Limited Edition eine Version in tundrabraun.
Verfügbare Objektive:
| Brennweite | Ausgangsblende | Anmerkungen                                                                          |
| ---------- | -------------- | ------------------------------------------------------------------------------------ |
| 21 mm      | f/4            | Weitwinkel                                                                           |
| 25 mm      | f/2.5          | Weitwinkel, koppelbarer Fokusring und zweiter Ring (Blende, Belichtungszeit, ISO)    |
| 28 mm      | f/4            | Weitwinkel                                                                           |
| 30 mm      | f/3.5          | Weitwinkel                                                                           |
| 38 mm      | f/2.5          | Weitwinkel, koppelbarer Fokusring und zweiter Ring (Blende, Belichtungszeit, ISO)    |
| 45 mm      | f/3.5          | Weitwinkel                                                                           |
| 45 mm      | f/4.0          | Weitwinkel (kompakte Bauform mit mechanisch gekoppeltem Fokusring)                   |
| 55 mm      | f/2.5          | Weitwinkel, koppelbarer Fokusring und zweiter Ring (Blende, Belichtungszeit, ISO)    |
| 65 mm      | f/2.8          | Standard                                                                             |
| 75 mm      | f/3.4          | Standard, leichtes Porträtobjektiv                                                   |
| 80 mm      | f/1.9          | Standard                                                                             |
| 90 mm      | f/2.5          | Tele, koppelbarer Fokusring und zweiter Ring (Blende, Belichtungszeit, ISO), 1/4000s |
| 90 mm      | f/3.2          | Tele                                                                                 |
| 120 mm     | f/3.5          | Makro                                                                                |
| 135 mm     | f/2,8          | Tele, mit 1.7×-Telekonverter geliefert, ergibt 210 mm Brennweite                     |
| 20-35 mm   | f/32–4.5       | „E“-Reihe, Weitwinkelzoom (2024)                                                     |
| 35–75 mm   | f/3.5–4.5      | Standardzoom (2019)                                                                  |

Ferner wird ein „XH“-Adapter zur Verwendung der Objektive für H-Kameras, ein „XH Converter 0.8“ ebenfalls zum Anschluss der H-Objektive, mit einer Brennweitenverkürzung um den Faktor 0.8, sowie ein Adapter für Objektive der X-Pan (diese mit dem elektronischen Verschluss der Kamera) angeboten. Nach der Verfügbarmachung eines elektronischen Verschlusses mittels Firmware-Update gibt es von Hasselblad einen Adapter für die V-System-Objektive (nur passiv) und weitere Adapter von Drittanbietern für andere Objektive. Stand März 2024 besteht das Hasselblad-Programm aus dem V- und dem X-System.

## Sony-Rebranding
Im Jahr 2012 brachte Hasselblad das Modell Lunar auf den Markt. Die luxuriös gestaltete Kamera war keine Entwicklung von Hasselblad, sondern technisch baugleich mit der Sony α NEX-7. Diesem Prinzip folgte Hasselblad in den folgenden Jahren weiter. Der Lunar folgte im Sommer 2013 die Stellar, ein Rebranding der Sony RX-100; im Februar 2014 die HV als Übernahme der Sony α99V und im Mai 2014 die Stellar II als Nachfolgerin der Stellar, basierend auf der Sony RX100 II. Am 15. Juli 2015 stellte Hasselblad dann das Modell Lusso vor, eine weitgehend mit der Sony α7R baugleiche Kamera. Alle Kameras unterscheiden sich nur im Design und den Preisen von den – bei der Veröffentlichung durch Hasselblad technisch schon überholten – Sony-Originalen.
Diese Rebranding-Produktreihe ging zurück auf den Wunsch des früheren Hasselblad-Eigentümers Shriro, der Hasselblad im asiatischen Raum vertreibt. Shriro verstand diese Modelle als reine Luxusprodukte. Sie richteten sich auch nicht an das allgemeine Publikum oder Profi-Fotografen, sondern an Liebhaber und Sammler.
Im August 2015 gab der CEO von Hasselblad bekannt, dass man das Rebranding von Sony-Kameras einstellen werde. Bereits die Lusso sei nur noch als Vertragserfüllung für Shriro gebaut worden, dementsprechend wurde sie auch nur in Hongkong, Macao und von einigen Händlern auf dem chinesischen Festland vertrieben.

## Namhafte Hasselblad-Fotografen
Ansel Adams, Anton Corbijn, die Astronauten Walter Schirra (Mercury-Programm) sowie Neil Armstrong und Edwin Aldrin im Rahmen von Apollo 11, der bekannte Aktfotograf Petter Hegre aus Norwegen, der Modeschöpfer und Fotograf Karl Lagerfeld, die Fotokünstler Andreas Gursky, Robert Mapplethorpe und Michael Najjar, der Hamburger Werbe- und Foodfotograf Jo van den Berg sowie der amerikanische Künstler und Hasselblad-Preisträger Lee Friedlander nutzten bzw. nutzen Hasselblad-Kameras. Zahlreiche Schallplattencover des Künstlers Storm Thorgerson (Hipgnosis) sind mit einer Hasselblad 500 C aufgenommen, weil deren quadratisches Bildformat mit dem Cover-Format übereinstimmt.

## Hasselblad im Weltraum

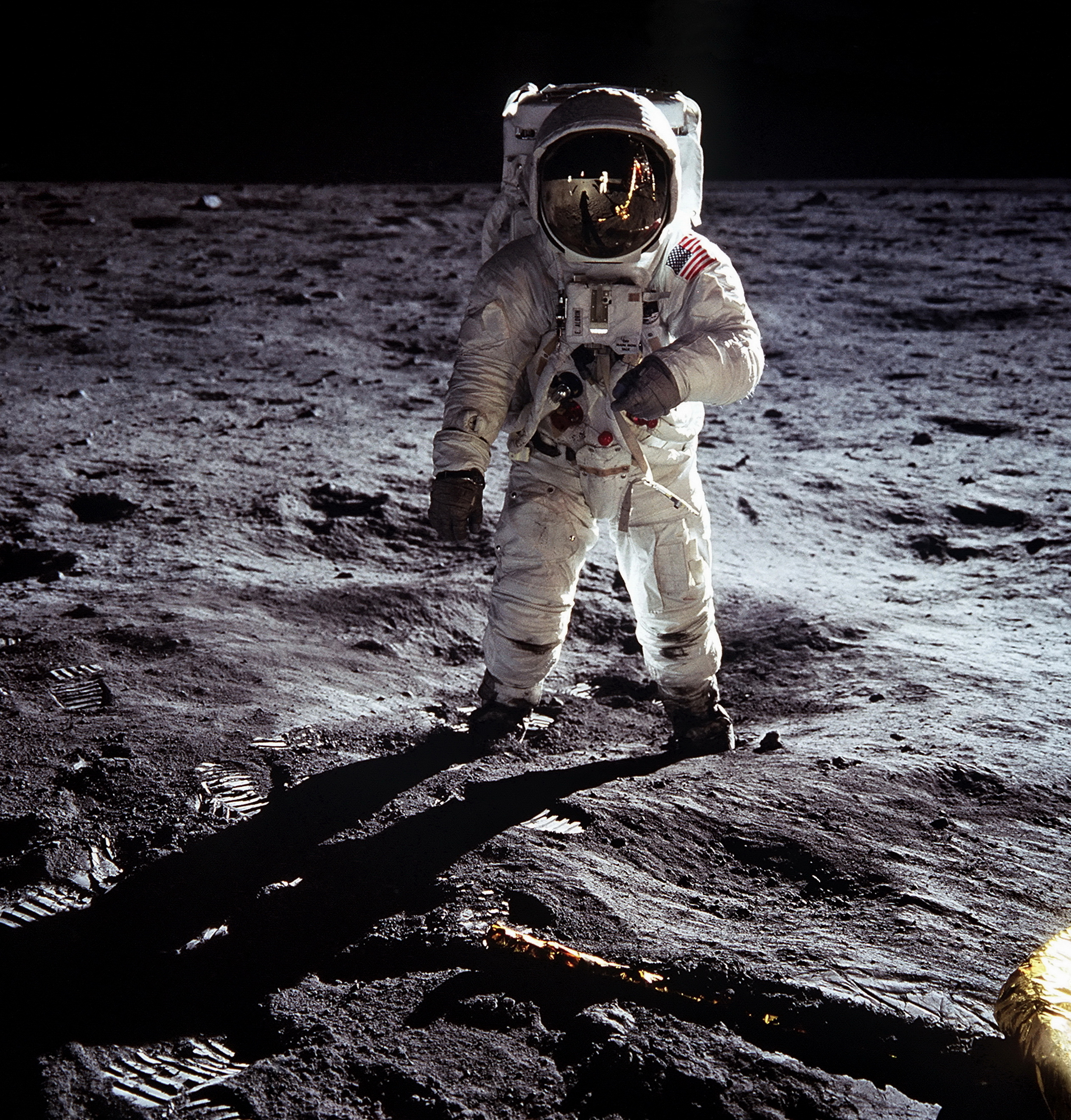
Neil Armstrong spiegelt sich im Visier seines Kollegen Buzz Aldrin, während er diesen mit seiner Hasselblad 500 EL fotografiert

Zu großer Berühmtheit gelangten die Hasselblad-Kameras durch ihre Verwendung im Apollo-Programm der USA. Für die erste Mondlandungsmission von Apollo 11 wurde eine silberne Hasselblad Data Camera (HDC) mitgenommen. Ausgestattet mit einem Zeiss Biogon 60 mm ƒ/5,6 Objektiv und einem 70 mm Filmmagazin mit speziell formuliertem dünnem Kodak-Film, erlaubte dieses 200 Aufnahmen per Magazin. In dieser HDC wurden Réseaugitter verbaut, die jeder Aufnahme optisch sichtbare Kreuze hinzufügten und damit photogrammetrische Messungen auf Grundlage der Filmnegative erlaubten. Die HDC wurde speziell entwickelt, um den harten Bedingungen auf der Mondoberfläche zu widerstehen. Die silberne Farbe sorgte für konstante Kameraleistungen bei extremen Temperaturwechseln von minus 65 °C auf über 120 °C. Neil Armstrong nahm alle Fotoaufnahmen auf der Mondoberfläche selbst mit der an seiner Brust befestigten HDC auf, die nie zuvor außerhalb der Erde getestet wurde. Eine zweite Hasselblad Electric Camera (HEC) in schwarz mit einem Zeiss Planar 80 mm ƒ/2,8 Objektiv wurde für Aufnahmen aus dem Inneren der Landefähre Eagle genutzt. Mit der dritten HEC fotografierte Michael Collins an Bord des Kommandomoduls, das in der Mondumlaufbahn verblieb. Auch alle weiteren NASA-Missionen hatten Hasselblad-Kameras an Bord.
Hasselblad-Kameras dienten auf zahlreichen NASA-Missionen der fotografischen Dokumentation, so beispielsweise 1962 eine Hasselblad 500 C in der Mercury (Walter Schirra), 1966 eine Hasselblad SWC in der Gemini 9, 1969 bei der ersten Mondlandung eine Hasselblad 500 EL/70 (Apollo 11), 1975 eine Hasselblad 500 EL/M bei dem Apollo-Sojus-Projekt sowie 1998 fünf Hasselblad 553 ELS auf der Discovery.
Michael Collins verlor während der Gemini-10-Mission bei einem Außenbordeinsatz seine Hasselblad-Kamera, worauf einige schwedische Zeitungen diese Kamera als ersten schwedischen Satelliten bezeichneten.

## Seriennummern
Wie die meisten Hersteller, so versieht auch die Firma Hasselblad ihre Kameras und einen Teil des Zubehörs mit einer eigenen Seriennummer. Hierbei wird das jeweilige Herstellungsjahr mit einem Buchstaben-Code kodiert. Kennt man das zugrundeliegende Schema, so kann man das Herstellungsjahr leicht ablesen. Das Herstellungsjahr ergibt sich durch einfache Ersetzung des Buchstabens durch die ihm jeweils zugewiesene Zahl:
| V | H | P | I | C | T | U | R | E | S |
| - | - | - | - | - | - | - | - | - | - |
| 1 | 2 | 3 | 4 | 5 | 6 | 7 | 8 | 9 | 0 |

Beginnt die Seriennummer beispielsweise mit CR11212, so bedeutet dies, dass die Kamera 1958 produziert wurde.

## Hasselblad Foundation Award
Mit dem Hasselblad Foundation Award ehrt die Hasselblad-Stiftung jährlich Fotografen für bedeutende Leistungen.

## Publikationen
- Das Anwender-Magazin Victor – by Hasselblad erscheint halbjährlich in Deutsch, Englisch, Französisch, Spanisch, Italienisch und Japanisch.